# Samigina

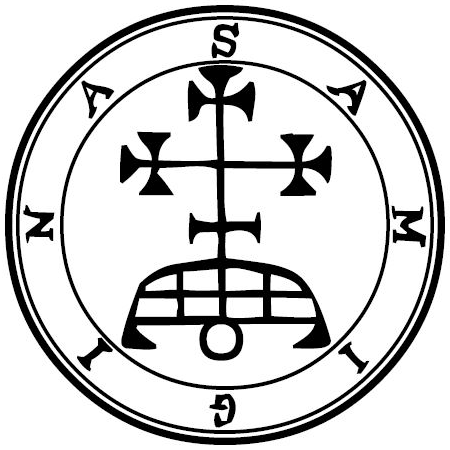
Le sceau de Samigina selon Mathers.

Samigina ou Gamygyn est un démon issu des croyances de la goétie, science occulte de l'invocation d'entités démoniaques. 
Le Lemegeton le mentionne en 4e position de sa liste de démons. Selon l'ouvrage, Samigina est un grand marquis infernal. Il apparaît sous la forme d'un petit cheval ou d'un âne pouvant prendre forme humaine à la demande de l'invocateur. Il s'exprime avec une voix rauque. Il enseigne les arts libéraux et fait rapport des âmes mortes dans le péché. Il gouverne 30 légions infernales.
La Pseudomonarchia Daemonum le mentionne en 47e position de sa liste de démons et lui attribue des caractéristiques similaires.
Il est également un des personnages d'In Nomine Satanis/Magna Veritas (jeu de rôle) où il est le prince-démon des vampires.